# Bistro Blues Band
A Bistro Blues Band akusztikus blues zenét játszó trió. Vas Zoltán basszusgitáron, Bocskai István gitáron, Szabó Tamás szájharmonikán játszott. Egyetlen magyar nyelvű kazettájuk/LP-jük jelent meg 1990-ben Tudod, csak azért címmel, majd ezt egy évvel később angolul You know just because címmel cd-n. A lemezen egy szám kivételével – melyet Bocskai István jegyez –, Vas Zoltán szerzeményei találhatóak. Vas Zoltán és Bocskai István 1975-től játszottak bluest az első magyarországi blues-kocsmában, a Kassák Klubban. Később Vas-Bocskai Duó néven játszottak együtt.